# Championnats d'Asie de tennis de table
 (août 2019).
Les Championnats d'Asie de tennis de table sont une compétition considérée par la Fédération Internationale du tennis de table (ITTF) comme un championnat continental. Ils se déroulent tous les deux ans. Entre 1952 et 1972, les championnats étaient organisés par la Fédération de tennis de table de l'Asie (TTFA). L'Union du tennis de table asiatique (UTTA) a ensuite organisé ses propres championnats d'Asie, puisque les différentes organisations nationales asiatiques se sont fractionnées.
Les Championnats d'Asie sont une étape de qualification pour les Championnats du monde.
Les Championnats d'Asie comportent toujours sept épreuves :
- Simple messieurs
- Simple dames
- Double messieurs
- Double dames
- Par équipes messieurs
- Par équipes dames
- Double mixte

Les tenants du titre (2021) sont tous Japonais et Sud-Coréens. Le tenant du titre en simple messieurs est Lee Sang-su, en double, les paires Shunsuke Togami - Yukiya Uda, Shin Yu-bin - Jeon Ji-hee et Hina Hayata - Shunsuke Togami ont remporté respectivement les doubles messieurs, dames, et mixte. L'équipe masculine coréenne et l'équipe féminine japonaise ont remporté le titre par équipes.
L'équipe de Chine est la grande absente de la compétition. Elle n'a pas participé à cause de la pandémie de COVID-19 et des Jeux Nationaux de Chine.
Les associations nationales asiatiques de tennis de table choisissent les joueurs qui participeront au championnat. Un maximum de cinq joueurs par pays et par épreuve est fixé par l'ATTU. Ce pendant, contrairement à la Coupe d'Asie, il n'y a pas de sélection pour participer.

## Éditions
| No. | Année | Ville hôte                | Épreuves |
| --- | ----- | ------------------------- | -------- |
| 1   | 1972  | Beijing, Chine            | 7        |
| 2   | 1974  | Yokohama, Japon           | 7        |
| 3   | 1976  | Pyongyang, Corée du Nord  | 7        |
| 4   | 1978  | Kuala Lumpur, Malaisie    | 7        |
| 5   | 1980  | Calcutta, Inde            | 7        |
| 6   | 1982  | Jakarta, Indonésie        | 7        |
| 7   | 1984  | Islamabad, Pakistan       | 7        |
| 8   | 1986  | Shenzhen, Chine           | 7        |
| 9   | 1988  | Niigata, Japon            | 7        |
| 10  | 1990  | Kuala Lumpur, Malaisie    | 7        |
| 11  | 1992  | New Delhi, Inde           | 7        |
| 12  | 1994  | Tianjin, Chine            | 7        |
| 13  | 1996  | Kallang, Singapour        | 7        |
| 14  | 1998  | Osaka, Japon              | 7        |
| 15  | 2000  | Doha, Qatar               | 7        |
| 16  | 2003  | Bangkok, Thaïlande        | 7        |
| 17  | 2005  | Jeju-do, Corée du Sud     | 7        |
| 18  | 2007  | Yangzhou, Chine           | 7        |
| 19  | 2009  | Lucknow, Inde             | 7        |
| 20  | 2011  | Macao, Macao              | 7        |
| 21  | 2013  | Busan, Corée du Sud       | 7        |
| 23  | 2015  | Pattaya, Thaïlande        | 7        |
| 24  | 2017  | Wuxi, Chine               | 7        |
| 25  | 2019  | Yogyakarta, Indonesie     | 7        |
| 26  | 2021  | Doha, Qatar               | 7        |
| 27  | 2023  | Pyeongchang, Corée du Sud | 7        |
| 28  | 2024  | Astana, Kazakhstan        | 7        |

## Système de jeu
Chaque édition du championnat d'Asie est organisée par l'association nationale du pays hôte.
Chaque association participant choisit les joueurs de son pays. Il ne peut y avoir plus de cinq joueurs par épreuve et par pays. Chaque joueur qui prend part à un événement en simple doit aussi jouer les doubles.
De par l'affiliation de l'ATTU à l'ITTF, les règles générales de jeu lors des championnats d'Asie sont les mêmes que celles des autres compétitions internationales organisées par l'ITTF.
Le championnat d'Asie est un tournoi entre pays. De ce fait, chaque joueur, chaque paire et chaque équipe représente son pays, c'est pourquoi il est impossible d'avoir une paire ou une équipe dont les joueurs ne sont pas de la même nationalité.

### Par équipes
Les équipes sélectionnées lors de la première phase, appelée phase de première division, s'affrontent lors de la deuxième phase, à élimination directe, appelée division des champions.
Chaque rencontre est remportée par l´équipe ayant en premier remporté trois matches. Les trois premiers matches doivent mettre en jeu des joueurs différents. Chaque match est joué aux meilleures de cinq manches, c'est-à-dire en trois manches gagnantes.

### En simples et en doubles
Le nombre de phases dépend du nombre de participants. La deuxième et dernière phase est dans tous les cas la phase à élimination directe. En simples, chaque match est joué aux meilleures de sept manches, c'est-à-dire en quatre manches gagnantes, alors qu'en doubles c'est aux meilleures de cinq manches, excepté aux finale et demi-finales, jouées en sept manches.

## Palmarès

### Championnats d'Asie organisés par la TTFA
| Année          | Équipe          | Équipe          | Simple            | Simple                | Double                            | Double                                | Double                                             |
| Année          | Messieurs       | Dames           | Messieurs         | Dames                 | Messieurs                         | Dames                                 | Mixte                                              |
| -------------- | --------------- | --------------- | ----------------- | --------------------- | --------------------------------- | ------------------------------------- | -------------------------------------------------- |
| 1970 Nagoya    | Japon           | Corée du Sud    | Nobuhiko Hasegawa | Toshiko Kowada        | Nobuhiko Hasegawa Shigeo Itoh     | Setsuko Kobori Yukiko Onuma           | Nobuhiko Hasegawa Toshiko Kowada                   |
| 1968 Jakarta   | Japon           | Corée du Sud    | Mitsuru Kohno     | Yukie Ohzeki          | Nobuhiko Hasegawa Tokio Tasaka    | Mieko Fukuno Yukie Ohzeki             | Shigeo Itoh (M) Mitsuru Kohno (M) Mieko Fukuno (F) |
| 1967 Singapour | Japon           | Japon           | Nobuhiko Hasegawa | Yoon Ki-Sook          | Shigeo Itoh Mitsuru Kohno         | Saeko Hirota Sachiko Morisawa         | Tetsuo Inoue Mieko Hirano                          |
| 1964 Seoul     | Japon           | Japon           | Koji Kimura       | Masako Seki           | Koji Kimura Ken Konaka            | Naoko Fukazu Masako Seki              | Ken Konaka Naoko Fukazu                            |
| 1963 Manille   | Japon           | Japon           | Hiroshi Takahashi | Kimiyo Matsuzaki      | Manji Fukushima Hiroshi Takahashi | Kimiyo Matsuzaki Masako Seki          | Manji Fukushima Kazuko Ito-Yamaizumi               |
| 1960 Bombay    | Japon           | Japon           | Ichiro Ogimura    | Kazuko Ito-Yamaizumi  | Teruo Murakami Ichiro Ogimura     | Kazuko Ito-Yamaizumi Kimiyo Matsuzaki | Ichiro Ogimura Kimiyo Matsuzaki                    |
| 1957 Manille   | Viet-Nam du Sud | Taiwan          | Lau Sek Fong      | Choi Kyong Ja         | Mai Văn Hòa Tran Canh Duoc        | Chen Pao-Poe Shei Chang Chai-Wung     | Suh Sui Cho Bao Guio Wong Bik Yiu                  |
| 1954 Singapour | Hong-Kong       | Hong-Kong       | Mai Văn Hòa       | Bao Guio Wong Bik Yiu | Loh Heng Chew Poon Weng Hoe       | Bao Guio Wong Bik Yiu Lau Wai Lim     | Rhee Kyong-Ho Wie Sang-Sook                        |
| 1953 Tokyo     | Japon           | Japon           | Mai Văn Hòa       | Chen Pao-Poe          | Mai Văn Hòa Tran Canh Duoc        | Reiko Ishihara Tomie Nishimura        | Kichii Tamasu Yoshiko Tanaka                       |
| 1952 Singapour | Hong-Kong       | Hong-Kong Macao | Suh Sui Cho       | Gool Nasikwala        | Fu Chi Fong Suh Sui Cho           | Gool Nasikwala Yoshiko Tanaka         | Kalyanpur Jayant Gool Nasikwala                    |

### Championnats d'Asie organisés par la UTTA
| Année             | Équipes      | Équipes       | Simple            | Simple       | Double                          | Double                      | Double                         |
| Année             | Messieurs    | Dames         | Messieurs         | Dames        | Messieurs                       | Dames                       | Mixte                          |
| ----------------- | ------------ | ------------- | ----------------- | ------------ | ------------------------------- | --------------------------- | ------------------------------ |
| 2024 Astana       | Chine        | Japon         | Tomokazu Harimoto | Kim Kum-yong | Lim Jong-hoon An Jae-hyun       | Satsuki Odo Sakura Yokoi    | Lin Shidong Kuai Man           |
| 2023 Pyeonchang   | Chine        | Chine         | Ma Long           | Wang Manyu   | Fan Zhendong Lin Gaoyuan        | Chen Meng Wang Manyu        | Lin Gaoyuan Wang Yidi          |
| 2021, Doha        | Corée du Sud | Japon         | Lee Sang-su       | Hina Hayata  | Shunsuke Togami Yukiya Uda      | Jeon Ji-hee Shin Yu-bin     | Shunsuke Togami Hina Hayata    |
| 2019 Yogyakarta   | Chine        | Chine         | Xu Xin            | Sun Yingsha  | Liang Jingkun Lin Gaoyuan       | Zhu Yuling Ding Ning        | Xu Xin Liu Shiwen              |
| 2017 Wuxi         | Chine        | Chine         | Fan Zhendong      | Miu Hirano   | Fan Zhendong Lin Gaoyuan        | Zhu Yuling Chen Meng        | Zhou Yu Chen Xingtong          |
| 2015 Pattaya      | Chine        | Chine         | Fan Zhendong      | Zhu Yuling   | Fan Zhendong Xu Xin             | Kim Hye-song Ri Mi-gyong    | Fan Zhendong Chen Meng         |
| 2013 Busan        | Chine        | Chine         | Ma Long           | Liu Shiwen   | Yan An Zhou Yu                  | Chen Meng Zhu Yuling        | Lee Sang-su Park Young-sook    |
| 2011 Macao        | Chine        | Chine         | Ma Long           | Guo Yan      | Gao Ning Yang Zi                | Ding Ning Guo Yan           | Xu Xin Guo Yan                 |
| 2009 Lucknow      | Chine        | Chine         | Ma Long           | Ding Ning    | Ma Long Xu Xin                  | Ding Ning Li Xiaoxia        | Ma Long Li Xiaoxia             |
| 2007 Yangzhou     | Chine        | Chine         | Wang Hao          | Zhang Yining | Hao Shuai Ma Long               | Guo Yue Li Xiaoxia          | Oh Sang-eun Kwak Bang-bang     |
| 2005 Jejudo       | Chine        | Hong-Kong     | Wang Liqin        | Lin Ling     | Ko Lai Chak Li Ching            | Guo Yan Liu Shiwen          | Wang Liqin Guo Yue             |
| 2003 Bangkok      | Chine        | Chine         | Wang Hao          | Niu Jianfeng | Ko Lai Chak Li Ching            | Guo Yan Li Nan              | Liu Guozheng Li Nan            |
| 2000 Doha         | Chine        | Chine         | Chiang Peng-lung  | Lin Ling     | Chang Yen-shu Chiang Peng-lung  | Lee Eun-sil Seok Eun-mi     | Yan Sen Yang Ying              |
| 1998 Osaka        | Chine        | Chine         | Wang Liqin        | Li Ju        | Liu Guoliang Ma Lin             | Lee Eun-sil Ryu Ji-hae      | Wang Liqin Wang Nan            |
| 1996 Kallang      | Corée du Sud | Chine         | Kong Linghui      | Chire Koyama | Kong Linghui Liu Guoliang       | Li Ju Wang Nan              | Ma Lin Wu Na                   |
| 1994 Tianjin      | Chine        | Chine         | Kong Linghui      | Deng Yaping  | Lin Zhigang Liu Guoliang        | Liu Wei Qiao Yunping        | Kong Linghui Deng Yaping       |
| 1992 New Delhi    | Chine        | Hong-Kong     | Xie Chaojie       | Tang Weiyi   | Kang Hee-chan Lee Chul-seung    | Tang Weiyi Ying Ronghui     | Liu Guoliang Wu Na             |
| 1990 Kuala Lumpur | Chine        | Corée du Sud  | Wang Tao          | Qiao Hong    | Kim Guk-chol Kim Song-hui       | Hu Xiaoxin Qiao Hong        | Yoo Nam-kyu Hyun Jung-hwa      |
| 1988 Niigata      | Chine        | Corée du Sud  | Chen Longcan      | He Zhili     | Chen Longcan Wei Qingguang      | Hyun Jung-hwa Yang Young-ja | Yoo Nam-kyu Hyun Jung-hwa      |
| 1986 Shenzhen     | Chine        | Chine         | Jiang Jialiang    | He Zhili     | Hui Jun Teng Yi                 | Dai Lili He Zhili           | Hui Jun Geng Lijuan            |
| 1984 Islamabad    | Chine        | Chine         | Xie Saike         | He Zhili     | Teng Yi Xie Saike               | Dai Lili Geng Lijuan        | Xie Saike Dai Lili             |
| 1982 Jakarta      | Chine        | Chine         | Cai Zhenhua       | Cao Yanhua   | Guo Yuehua Xie Saike            | Cao Yanhua Huang Junqun     | Jiang Jialiang Tong Ling       |
| 1980 Calcutta     | Chine        | Chine         | Shi Zhihao        | Qi Baoxiang  | Guo Yuehua Xie Saike            | Liu Yang Zhang Deying       | Xie Saike Zhang Deying         |
| 1978 Kuala Lumpur | Chine        | Chine         | Guo Yuehua        | Cao Yanhua   | Cho Yong-Ho Yun Chol            | Kim Chang-ae Pak Yong-ok    | Seiji Ono Kayo Sugaya          |
| 1976 Pyongyang    | Chine        | Corée du Nord | Liang Geliang     | Zhang Li     | Tetsuo Inoue Mitsuru Kohno      | Kim Chang-ae Pak Yung-sun   | Tetsuo Inoue Mitsuko Shimamoto |
| 1974 Yokohama     | Chine        | Japon         | Nobuhiko Hasegawa | Tomie Edano  | Nobuhiko Hasegawa Mitsuru Kohno | Zheng Huaiying Zhang Li     | Mitsuru Kohno Tomie Edano      |
| 1972 Beijing      | Japon        | Chine         | Nobuhiko Hasegawa | Li Li        | Tetsuo Inoue Mitsuru Kohno      | Kim Chang-ae O Yong-suk     | Nobuhiko Hasegawa Yasuko Konno |